# Klára Pollertová
Klára Pollertová, auch Klára Pollertová-Trojanová (* 17. September 1971 in Prag), ist eine tschechische Film- und Theaterschauspielerin.

## Leben
Mit ihrer Kinderrolle als Ali Lábusová, die Freundin von Adam Bernau in der tschechoslowakischen TV-Serie Die Besucher (1983), erlangte sie Bekanntheit. Es folgten weitere Rollen, so 1986 als Tochter eines der Hauptdarsteller im Heimatfilm Heimat, süße Heimat (Dörfchen, mein Dörfchen). Anfang der 1990er Jahre trat sie in mehreren tschechischen Fernsehfilmen als junge Frau in Erscheinung. Nach einer fünfjährigen Pause ist sie seit 2000 verstärkt wieder im tschechischen Film und Fernsehen zu sehen.
Ihre jüngere Schwester ist die tschechische Balletttänzerin Adéla Pollertová.

## Filmografie (Auswahl)
- 1980: Hordubal
- 1981: Soví hnízdo (Fernsehfilm)
- 1981: Cas zít (Fernsehfilm)
- 1982: Das Schäfchenzählen (Pocítání ovecek, Fernsehfilm)
- 1983: Klúce od mesta (Fernsehfilm)
- 1983: Die Besucher  (Návštěvníci, Fernsehserie, 10 Folgen)
- 1985: Heimat, süße Heimat (Vesnicko má stredisková)
- 1986: Das Herz voller Hoffnungen (Do zubu a do srdícka)
- 1986: Die Operation meiner Tochter (Operace me dcery)
- 1990: Muka obraznosti
- 1990: Vrať se do hrobu!
- 1993: Il giovane Mussolini (Fernsehserie, 3 Folgen)
- 1993: More mlcí (Kurzfilm)
- 1994: Laskavý divák promine (Fernsehserie, 1 Folge)
- 1995: Pohádka o lidech a Bozí lékarne (Fernsehfilm)
- 1996: O princi Truhlíkovi (Fernsehfilm)
- 1996: Není houba jako houba (Fernsehfilm)
- 1996: Jak si pan Pinajs kupoval od kocoura sádlo (Fernsehfilm)
- 1996: Dívka se zázracnou pametí (Kurzfilm)
- 1997: Vojtík a duchové (Fernsehfilm)
- 1997: Cyprián a bezhlavý prapradedecek (Fernsehfilm)
- 2000: Obeti: Prepadení (Fernsehfilm)
- 2003: One Hand Can’t Clap (Jedna ruka netleská)
- 2007: Cetnické humoresky (Fernsehserie, 1 Folge)
- 2007: Half Breakdown (Polcas rozpadu)
- 2008: Milovat se (Kurzfilm)
- 2009: Chut leta (Fernsehfilm)
- 2009: Archiv (Fernsehfilm)
- 2012: Vier Sonnen (Ctyri slunce)
- 2012: Kriminálka Andel (Fernsehserie, 1 Folge)
- 2012: Don’t Stop
- 2012: In the Shadow (Ve stínu)
- 2017: Gequälte Seelen (Zádusní obet, Fernsehfilm)
- 2018: Rasín (Fernsehserie, 2 Folgen)
- 2019: The Price of Happiness (Cena za stestí)
- 2021–2022: Die Verdächtige (Podezrení, Fernsehserie, 3 Folgen)